# Mirboo North
Mirboo North – miasto w Australii, w stanie Wiktoria.